# Judaistik
Judaistik är den vetenskapliga disciplin som studerar judendom samt det judiska folkets historia, kultur och erfarenheter. Ämnet är tvärvetenskapligt och spänner bland annat över sociologi, religionsvetenskap och historia. 